# هايدكي أوكامورا
هايدكي أوكامورا (باليابانية: 岡村秀樹؛ بالكانا: おかむら ひでき) هو شخصية أعمال ياباني، ولد في 1 فبراير 1955 في سايتاما في اليابان.